# Градштейн, Альфред
Альфред Градштейн (пол. Alfred Gradstein; 20 октября 1904 или 30 октября 1904, Ченстохова — 9 сентября 1954, Варшава) — польский композитор.

## Биография
Родился 20 октября 1904 года в Ченстохове. В консерватории учился у Р. Статковского композиции и у Х. Мельцер-Щавиньского дирижированию и игре на фортепиано (1922-25). В Варшавском институте изучал философию. В 1925-27 годах Градштейн учился в Высшей школе в Вене композиции у Й. Маркса и дирижированию у К. Крауса.
В 1927-47 годах жил в Париже, где главным образом занимался музыкальным воспитанием рабочих, после чего вернулся в Польшу. В 1950 и 1952 годах был удостоен Государственной премии ПНР. Скончался 9 сентября 1954 году в Варшаве.

## Сочинения
- Балеты:

- «Сватанье» (Zaloty, 1935)
- «Польские танцы» (Tance polskie, 1942)

- Кантата
- Концерт для фортепиано с оркестром (1929-32)
- Камерно-инструментальные ансамбли
- Сочинения для фортепиано:

- Классическая соната (1943)
- Миниатюры
- 12 этюдов Памяти Шопена (Hommage б Chopin, 1940-45)

- Танцы
- Мазурки
- Массовые песни (в том числе — «Направо мост, налево мост», «Песня о Варшаве», «Недалеко от Кракова»)

и др.